# 角冠雉
角冠雉（Oreophasis derbianus），又名角官鳥，是一種大型的鳥類。

## 特徵
角冠雉約長85厘米，外表像火雞，上身黑色有光澤，腳紅色，瞳孔白色，喙黃色，頭頂上有紅色的角。胸部及下腹部都是白色的，尾巴長而呈黑色，近底部份有白色斑紋。雄雞及雌雞的外觀相似。小雞較深色，角也較細小，尾巴及雙翼都是褐色的。
角冠雉是其屬內唯一物種，分佈在墨西哥東南部至瓜地馬拉的潮濕山區森林。牠們分佈的海拔可以高達3350米。牠們主要吃果實、葉子及無脊椎動物。雌雞一般會生2隻蛋。

## 分類及演化
角冠雉並非真正的冠雉，只是在外表及顏色上很相似，而其角則像盔鳳冠雉。角冠雉是鳳冠雉科中一個分支的唯一生存者，這個分支大約於2000-4000萬年前就獨自的進行演化。
雖然角冠雉並沒有真正的近親，最接近的都算是冠雉。由於鳳冠雉科的基底關係未明，故角冠雉並分類在獨立的亞科中。不過，亦有所指應將牠們分類在鳳冠雉亞科中。

## 保育
角冠雉因失去棲息地、數量細小、有限的分佈地及獵殺的關係，牠們被世界自然保護聯盟列為瀕危物種。牠們也受到《瀕危野生動植物種國際貿易公約》附錄一的保護。

## 外部連結
- BirdLife Species Factsheet （页面存档备份，存于）
- 角冠雉的相片 （页面存档备份，存于）
- 角冠雉的郵票 （页面存档备份，存于）